# Cathleen Sutherland
Cathleen Sutherland est une productrice de cinéma américaine né à Austin (Texas).

## Biographie
Cathleen Sutherland fait ses études d'abord à la High School for Performing and Visual Arts (en) à Houston (Texas), puis à l'Université du Texas à Austin (Texas), dont elle sort diplômée en 2004,
Elle est directrice de production sur le film Boyhood dès la deuxième année de ce projet et, après le départ du producteur, prend ce rôle jusqu'à la fin du film.

## Filmographie
- 2014 : Boyhood de Richard Linklater

## Distinctions

### Récompenses
- BAFTA 2015 : BAFA du meilleur film pour Boyhood
- AFI Awards 2014 : meilleur film de l'année pour Boyhood

### Nominations
- Oscars du cinéma 2015 : Boyhood pour l'Oscar du meilleur film